# Великий Сирян
Вели́кий Сиря́н (рос. Большой Сырян) — річка в Граховському районі Удмуртії, Росія, ліва притока Ум'яка.
Довжина річки становить 15 км. Бере початок на Можгинської височини, впадає до Ум'яка навпроти села Вішур, на кордоні з Можгинським районом. Річка повністю протікає через осиково-ялиновий ліс. В колишньому селі Сирян збудовано ставок.
За даними Федерального агентства водних ресурсів річка має такі дані:
- Код річки в державному водному реєстрі — 10010300612111100040554
- Код по гідрологічній вивченості — 111104055
- Код басейну — 10.01.03.006